# Campeonato Brasileiro de Futebol de 2010 - Série B
A Série B do Campeonato Brasileiro de Futebol de 2010 foi a 29.ª edição da segunda divisão do futebol brasileiro e disputada por 20 clubes entre 7 de maio e 27 de novembro. Seu regulamento foi o mesmo dos últimos anos, quando foi implementado o sistema de pontos corridos como na Série A. Os quatro primeiros colocados obtiveram acesso à Série A de 2011 e os quatro últimos foram rebaixados à Série C do ano seguinte.
Três campeões brasileiros participaram nessa edição: Bahia, Coritiba e Sport. O Guaratinguetá jogou a Série B pela primeira vez, quando foi promovido juntamente com o ASA, Icasa e América Mineiro em 2009. Após uma temporada na Série A, o Santo André retornou à Série B, assim como o Náutico.
Campeão da primeira divisão em 1985 e onze meses após ser rebaixado, o Coritiba foi o primeiro clube a garantir o acesso à Série A 2011 após a vitória sobre o Duque de Caxias por 3–2 em 9 de novembro. Também campeão brasileiro em 1959 e 1988, o Bahia garantiu o acesso na rodada seguinte ao vencer a Portuguesa por 3–0, encerrando a ausência de sete anos do clube da Série A. O resultado beneficiou ainda o Figueirense, que garantiu seu retorno a elite com duas rodadas de antecendência. O último clube promovido foi o América Mineiro ao empatar sem gols com a Ponte Preta na última rodada, retornando a primeira divisão após nove anos.
Após ser o primeiro clube a garantir o acesso antecipadamente, o Coritiba sagrou-se campeão da Série B faltando uma rodada para o término do campeonato, ao empatar com o Icasa por 2–2 na casa do adversário.
Na parte inferior da tabela, o rebaixamento começou a ser definido na penúltima rodada, quando o Santo André tornou-se a primeira equipe a perder a categoria mesmo vencendo o promovido Bahia fora de casa. Na mesma data o Ipatinga perdeu para a Portuguesa por 2–1 e também não conseguiu evitar a queda. América de Natal e Brasiliense enfrentaram-se na última rodada em Natal, com vitória dos visitantes por 2–1, mas o resultado foi insuficiente e as duas equipes completaram o rebaixamento à Série C em 2011.

## Regulamento
Pelo quinto ano consecutivo, a Série B foi disputada por 20 clubes no sistema de ida e volta por pontos corridos. Em cada turno, os times jogaram entre si uma única vez. Os jogos do primeiro turno foram realizados na mesma ordem no segundo turno, apenas com o mando de campo invertido. Não houve campeões por turnos, sendo declarado campeão o time que obteve o maior número de pontos após as 38 rodadas. Ao final os quatro primeiros times ascenderam para a Série A de 2011, da mesma forma que os quatro últimos caíram para a Série C do ano seguinte.

### Critérios de desempate
Caso haja empate de pontos entre dois clubes, os critérios de desempates serão aplicados na seguinte ordem:
1. Número de vitórias
2. Saldo de gols
3. Gols marcados
4. Confronto direto
5. Número de cartões vermelhos
6. Número de cartões amarelos

## Equipes participantes
| Equipe           | Cidade             | Estado | Em 2009       | Estádio                        | Capacidade |
| ---------------- | ------------------ | ------ | ------------- | ------------------------------ | ---------- |
| América          | Natal              | RN     | 16º (Série B) | Machadão                       | 30 000     |
| América          | Belo Horizonte     | MG     | 1º (Série C)  | Arena do Jacaré* (Sete Lagoas) | 18 000     |
| ASA              | Arapiraca          | AL     | 2º (Série C)  | Coaracy Fonseca                | 7 500      |
| Bahia            | Salvador           | BA     | 12º (Série B) | Pituaçu                        | 31 677     |
| Bragantino       | Bragança Paulista  | SP     | 9º (Série B)  | Nabi Abi Chedid                | 13 212     |
| Brasiliense      | Taguatinga         | DF     | 14º (Série B) | Boca do Jacaré                 | 30 000     |
| Coritiba         | Curitiba           | PR     | 17º (Série A) | Couto Pereira**                | 38 000     |
| Duque de Caxias  | Duque de Caxias    | RJ     | 8º (Série B)  | São Januário***                | 15 150     |
| Figueirense      | Florianópolis      | SC     | 6º (Série B)  | Orlando Scarpelli              | 19 069     |
| Guaratinguetá[a] | Guaratinguetá      | SP     | 3º (Série C)  | Dario Leite                    | 15 769     |
| Icasa            | Juazeiro do Norte  | CE     | 4º (Série C)  | Romeirão                       | 16 000     |
| Ipatinga         | Ipatinga           | MG     | 15º (Série B) | Ipatingão                      | 20 500     |
| Náutico          | Recife             | PE     | 19º (Série A) | Aflitos                        | 19 800     |
| Paraná           | Curitiba           | PR     | 10º (Série B) | Vila Capanema                  | 20 000     |
| Ponte Preta      | Campinas           | SP     | 11º (Série B) | Moisés Lucarelli               | 19 728     |
| Portuguesa       | São Paulo          | SP     | 5º (Série B)  | Canindé                        | 21 004     |
| Santo André      | Santo André        | SP     | 18º(Série A)  | Bruno José Daniel              | 15 157     |
| São Caetano      | São Caetano do Sul | SP     | 7º (Série B)  | Anacleto Campanella            | 16 744     |
| Sport            | Recife             | PE     | 20º (Série A) | Ilha do Retiro                 | 30 520     |
| Vila Nova        | Goiânia            | GO     | 13º (Série B) | Serra Dourada                  | 50 049     |

(*) Estádio Independência encontrava-se em obras.
(**) O Coritiba mandou suas dez primeiras partidas na Arena Joinville, em Joinville, devido a uma punição ocasionada pela invasão de campo e cenas de violência na última partida de 2009.
(***) Estádio Marrentão tem capacidade inferior a 10 000 espectadores. O clube mandou os primeiros jogos no Estádio Engenhão.
- a. ^  Em outubro de 2010, o Guaratinguetá Futebol Ltda. mudou sua sede de Guaratinguetá para Americana e alterou seu nome para Americana Futebol Ltda, a partir de 2011.[12]

## Classificação
| Pos | Equipes          | Pts | J  | V  | E  | D  | GP | GC | SG  | %  | M       | Classificação ou rebaixamento |
| --- | ---------------- | --- | -- | -- | -- | -- | -- | -- | --- | -- | ------- | ----------------------------- |
| 1   | Coritiba         | 71  | 38 | 21 | 8  | 9  | 69 | 49 | +20 | 62 | Estável | Promovidos à Série A de 2011  |
| 2   | Figueirense      | 67  | 38 | 19 | 10 | 9  | 68 | 37 | +31 | 59 | 1       | Promovidos à Série A de 2011  |
| 3   | Bahia            | 65  | 38 | 19 | 8  | 11 | 63 | 44 | +19 | 57 | 1       | Promovidos à Série A de 2011  |
| 4   | América Mineiro  | 63  | 38 | 19 | 6  | 13 | 56 | 42 | +14 | 55 | Estável | Promovidos à Série A de 2011  |
| 5   | Portuguesa       | 62  | 38 | 19 | 5  | 14 | 68 | 53 | +15 | 54 | Estável |                               |
| 6   | Sport            | 56  | 38 | 15 | 11 | 12 | 55 | 41 | +14 | 49 | Estável |                               |
| 7   | Paraná           | 53  | 38 | 15 | 8  | 15 | 47 | 44 | +3  | 46 | Estável |                               |
| 8   | Bragantino       | 53  | 38 | 13 | 14 | 11 | 52 | 37 | +15 | 46 | 2       |                               |
| 9   | ASA              | 52  | 38 | 16 | 4  | 18 | 53 | 56 | –3  | 46 | Estável |                               |
| 10  | São Caetano      | 52  | 38 | 14 | 10 | 14 | 50 | 52 | –2  | 46 | 2       |                               |
| 11  | Duque de Caxias  | 50  | 38 | 15 | 5  | 18 | 46 | 56 | –10 | 44 | Estável |                               |
| 12  | Icasa            | 49  | 38 | 13 | 10 | 15 | 51 | 52 | –1  | 43 | 1       |                               |
| 13  | Náutico          | 48  | 38 | 14 | 6  | 18 | 41 | 60 | –19 | 42 | 1       |                               |
| 14  | Ponte Preta      | 48  | 38 | 12 | 12 | 14 | 49 | 48 | +1  | 42 | Estável |                               |
| 15  | Guaratinguetá    | 47  | 38 | 11 | 14 | 13 | 48 | 58 | –10 | 41 | Estável |                               |
| 16  | Vila Nova        | 46  | 38 | 13 | 7  | 18 | 50 | 68 | –18 | 40 | Estável |                               |
| 17  | Brasiliense      | 46  | 38 | 12 | 10 | 16 | 41 | 59 | –18 | 40 | Estável | Rebaixados à Série C de 2011  |
| 18  | Santo André      | 43  | 38 | 11 | 10 | 17 | 53 | 61 | –8  | 38 | 2       | Rebaixados à Série C de 2011  |
| 19  | Ipatinga         | 41  | 38 | 11 | 8  | 19 | 47 | 62 | –15 | 36 | Estável | Rebaixados à Série C de 2011  |
| 20  | América de Natal | 41  | 38 | 11 | 8  | 19 | 40 | 68 | –28 | 36 | 2       | Rebaixados à Série C de 2011  |

## Confrontos
Para ler a tabela, a linha horizontal representa os jogos da equipe como mandante. A coluna vertical indica os jogos da equipe como visitante. Os resultados do primeiro turno estão em verde. Os resultados do segundo turno estão em azul.
|                 | AMM | AMN | ASA | BAH | BRG | BRS | CTB | DCA | FIG | GUA | ICA | IPA | NAU | PAR | PON | POR | SAD | SCA | SPT | VIL |
| --------------- | --- | --- | --- | --- | --- | --- | --- | --- | --- | --- | --- | --- | --- | --- | --- | --- | --- | --- | --- | --- |
| América-MG      | —   | 4–1 | 1–3 | 0–1 | 0–0 | 2–1 | 1–1 | 2–1 | 1–0 | 3–1 | 2–0 | 4–0 | 1–2 | 1–0 | 1–3 | 2–3 | 4–1 | 2–0 | 2–1 | 2–0 |
| América-RN      | 0–2 | —   | 1–0 | 0–2 | 0–0 | 1–2 | 1–2 | 2–1 | 1–3 | 5–2 | 2–0 | 0–1 | 2–1 | 1–0 | 1–1 | 1–3 | 2–0 | 3–3 | 0–5 | 1–2 |
| ASA             | 2–1 | 1–2 | —   | 0–1 | 2–0 | 6–1 | 1–2 | 0–2 | 1–2 | 1–2 | 3–0 | 2–1 | 2–0 | 0–1 | 1–1 | 1–1 | 2–0 | 3–1 | 4–1 | 2–1 |
| Bahia           | 3–0 | 1–0 | 5–1 | —   | 1–1 | 1–1 | 1–1 | 0–1 | 2–2 | 2–1 | 2–4 | 3–1 | 3–0 | 2–1 | 1–1 | 3–0 | 1–2 | 3–0 | 2–0 | 1–1 |
| Bragantino      | 1–2 | 5–0 | 2–1 | 2–0 | —   | 2–2 | 2–3 | 4–1 | 0–2 | 1–1 | 0–0 | 2–0 | 3–0 | 1–0 | 0–2 | 2–0 | 3–1 | 1–1 | 0–0 | 5–1 |
| Brasiliense     | 1–1 | 1–0 | 2–3 | 3–2 | 0–4 | —   | 0–1 | 2–0 | 1–1 | 2–2 | 2–0 | 1–0 | 0–1 | 3–0 | 2–1 | 1–1 | 1–0 | 1–1 | 2–1 | 3–0 |
| Coritiba        | 1–1 | 5–1 | 2–0 | 2–0 | 0–0 | 2–1 | —   | 0–2 | 2–1 | 2–3 | 3–0 | 3–0 | 3–1 | 0–0 | 2–1 | 2–0 | 3–2 | 1–2 | 2–1 | 5–1 |
| Duque de Caxias | 1–0 | 0–1 | 1–1 | 0–0 | 2–1 | 3–0 | 2–3 | —   | 2–2 | 1–2 | 1–0 | 1–1 | 1–2 | 1–5 | 3–2 | 3–2 | 3–2 | 1–0 | 1–3 | 1–0 |
| Figueirense     | 0–1 | 4–0 | 6–0 | 1–0 | 0–0 | 1–0 | 2–0 | 0–0 | —   | 2–2 | 5–1 | 5–0 | 1–2 | 4–2 | 4–2 | 2–1 | 2–2 | 1–0 | 0–0 | 2–0 |
| Guaratinguetá   | 1–3 | 1–1 | 0–2 | 4–2 | 2–2 | 0–1 | 1–0 | 3–1 | 2–2 | —   | 1–1 | 2–1 | 1–0 | 0–2 | 2–3 | 1–1 | 3–1 | 0–0 | 0–1 | 2–1 |
| Icasa           | 2–3 | 2–2 | 0–1 | 4–0 | 2–1 | 3–0 | 2–2 | 3–1 | 3–1 | 0–0 | —   | 2–0 | 3–1 | 3–0 | 2–0 | 3–1 | 1–2 | 1–1 | 0–0 | 1–4 |
| Ipatinga        | 1–2 | 1–1 | 1–2 | 1–2 | 2–1 | 3–1 | 5–1 | 2–0 | 0–2 | 3–0 | 2–2 | —   | 2–1 | 1–2 | 2–1 | 0–0 | 1–1 | 4–1 | 1–3 | 2–0 |
| Náutico         | 2–1 | 2–2 | 2–1 | 3–2 | 1–1 | 0–0 | 3–1 | 0–2 | 1–0 | 0–1 | 1–0 | 2–0 | —   | 1–4 | 1–1 | 1–0 | 1–0 | 1–2 | 1–1 | 4–1 |
| Paraná          | 1–0 | 0–1 | 2–1 | 0–1 | 0–0 | 2–0 | 0–1 | 1–0 | 1–1 | 1–1 | 0–0 | 3–0 | 4–0 | —   | 2–2 | 2–1 | 3–0 | 1–0 | 0–2 | 1–0 |
| Ponte Preta     | 0–0 | 3–0 | 0–0 | 1–2 | 0–1 | 2–0 | 2–2 | 1–0 | 1–2 | 1–1 | 0–1 | 1–1 | 2–0 | 1–0 | —   | 0–2 | 2–0 | 1–2 | 3–1 | 2–2 |
| Portuguesa      | 1–0 | 1–2 | 2–0 | 2–4 | 2–0 | 3–1 | 2–2 | 0–2 | 1–0 | 3–0 | 3–1 | 2–1 | 3–1 | 6–1 | 0–1 | —   | 3–2 | 3–1 | 1–2 | 4–1 |
| Santo André     | 3–0 | 1–1 | 3–0 | 1–0 | 1–3 | 1–1 | 1–3 | 4–1 | 0–2 | 1–1 | 1–1 | 2–2 | 1–0 | 3–1 | 2–0 | 3–4 | —   | 1–0 | 2–2 | 0–0 |
| São Caetano     | 0–0 | 1–0 | 2–0 | 1–1 | 0–0 | 1–1 | 3–1 | 1–0 | 0–1 | 3–1 | 2–1 | 2–1 | 5–0 | 2–2 | 3–1 | 1–3 | 3–2 | —   | 2–1 | 1–2 |
| Sport           | 1–0 | 3–0 | 2–0 | 1–2 | 2–0 | 3–0 | 3–2 | 1–2 | 2–1 | 1–1 | 1–2 | 0–1 | 1–1 | 1–0 | 1–1 | 1–2 | 1–1 | 4–1 | —   | 0–0 |
| Vila Nova       | 2–4 | 2–1 | 2–3 | 0–4 | 3–1 | 4–0 | 0–1 | 3–1 | 3–1 | 1–0 | 1–0 | 2–2 | 2–1 | 2–2 | 1–2 | 2–1 | 0–3 | 2–1 | 1–1 | —   |

## Desempenho por rodada
Clubes que lideraram o campeonato ao final de cada rodada:
| Rodadas | Rodadas | Rodadas | Rodadas | Rodadas | Rodadas | Rodadas | Rodadas | Rodadas | Rodadas | Rodadas | Rodadas | Rodadas | Rodadas | Rodadas | Rodadas | Rodadas | Rodadas | Rodadas | Rodadas | Rodadas | Rodadas | Rodadas | Rodadas | Rodadas | Rodadas | Rodadas | Rodadas | Rodadas | Rodadas | Rodadas | Rodadas | Rodadas | Rodadas | Rodadas | Rodadas | Rodadas | Rodadas |
| ------- | ------- | ------- | ------- | ------- | ------- | ------- | ------- | ------- | ------- | ------- | ------- | ------- | ------- | ------- | ------- | ------- | ------- | ------- | ------- | ------- | ------- | ------- | ------- | ------- | ------- | ------- | ------- | ------- | ------- | ------- | ------- | ------- | ------- | ------- | ------- | ------- | ------- |
| 1       | 2       | 3       | 4       | 5       | 6       | 7       | 8       | 9       | 10      | 11      | 12      | 13      | 14      | 15      | 16      | 17      | 18      | 19      | 20      | 21      | 22      | 23      | 24      | 25      | 26      | 27      | 28      | 29      | 30      | 31      | 32      | 33      | 34      | 35      | 36      | 37      | 38      |
| POR     | NAU     | GTA     | BAH     | BAH     | POR     | PAR     | NAU     | NAU     | NAU     | CTB     | CTB     | CTB     | CTB     | CTB     | FIG     | FIG     | FIG     | FIG     | FIG     | FIG     | BAH     | CTB     | CTB     | CTB     | CTB     | CTB     | CTB     | CTB     | CTB     | CTB     | CTB     | CTB     | CTB     | CTB     | CTB     | CTB     | CTB     |

Clubes que ficaram na última posição do campeonato ao final de cada rodada:
| Rodadas | Rodadas | Rodadas | Rodadas | Rodadas | Rodadas | Rodadas | Rodadas | Rodadas | Rodadas | Rodadas | Rodadas | Rodadas | Rodadas | Rodadas | Rodadas | Rodadas | Rodadas | Rodadas | Rodadas | Rodadas | Rodadas | Rodadas | Rodadas | Rodadas | Rodadas | Rodadas | Rodadas | Rodadas | Rodadas | Rodadas | Rodadas | Rodadas | Rodadas | Rodadas | Rodadas | Rodadas | Rodadas |
| ------- | ------- | ------- | ------- | ------- | ------- | ------- | ------- | ------- | ------- | ------- | ------- | ------- | ------- | ------- | ------- | ------- | ------- | ------- | ------- | ------- | ------- | ------- | ------- | ------- | ------- | ------- | ------- | ------- | ------- | ------- | ------- | ------- | ------- | ------- | ------- | ------- | ------- |
| 1       | 2       | 3       | 4       | 5       | 6       | 7       | 8       | 9       | 10      | 11      | 12      | 13      | 14      | 15      | 16      | 17      | 18      | 19      | 20      | 21      | 22      | 23      | 24      | 25      | 26      | 27      | 28      | 29      | 30      | 31      | 32      | 33      | 34      | 35      | 36      | 37      | 38      |
| IPA     | IPA     | IPA     | DCA     | DCA     | DCA     | VIL     | VIL     | VIL     | VIL     | VIL     | VIL     | VIL     | VIL     | VIL     | VIL     | VIL     | VIL     | IPA     | IPA     | IPA     | IPA     | IPA     | IPA     | IPA     | IPA     | IPA     | AMN     | AMN     | AMN     | BRS     | AMN     | AMN     | AMN     | AMN     | SAD     | SAD     | AMN     |

## Artilharia
| Gols | Jogador      | Time            |
| ---- | ------------ | --------------- |
| 21   | Alessandro   | Ipatinga        |
| 19   | Fábio Júnior | América Mineiro |
| 16   | Ciro         | Sport           |
| 16   | Roni         | Vila Nova       |
| 15   | Adriano      | Bahia           |
| 15   | Eduardo      | São Caetano     |
| 14   | Ciel         | ASA             |
| 14   | Somália      | Duque de Caxias |
| 14   | William      | Ponte Preta     |
| 12   | Héverton     | Portuguesa      |
| 12   | Jael         | Bahia           |
| 12   | Júnior Xuxa  | Icasa           |

Fonte: UOL Esporte

## Maiores públicos
Esses foram os dez maiores públicos do Campeonato:
| Nº | Público[i] | Mandante | Placar | Visitante   | Estádio        | Data           | Rodada |
| -- | ---------- | -------- | ------ | ----------- | -------------- | -------------- | ------ |
| 1  | 32.157     | Bahia    | 2–0    | Sport       | Pituaçu        | 29 de maio     | 5ª     |
| 1  | 32.157     | Bahia    | 1–1    | Coritiba    | Pituaçu        | 2 de novembro  | 33ª    |
| 1  | 32.157     | Bahia    | 3–0    | Portuguesa  | Pituaçu        | 13 de novembro | 36ª    |
| 4  | 31.794     | Bahia    | 1–1    | Vila Nova   | Pituaçu        | 21 de setembro | 23ª    |
| 5  | 30.028     | Sport    | 3–0    | Brasiliense | Ilha do Retiro | 7 de setembro  | 20ª    |
| 6  | 30.012     | Sport    | 2–0    | ASA         | Ilha do Retiro | 18 de setembro | 22ª    |
| 7  | 28.134     | Coritiba | 2–0    | Portuguesa  | Couto Pereira  | 18 de setembro | 22ª    |
| 8  | 27.432     | Sport    | 1–2    | Bahia       | Ilha do Retiro | 25 de setembro | 24ª    |
| 9  | 27.116     | Bahia    | 3–0    | Náutico     | Pituaçu        | 16 de outubro  | 29ª    |
| 10 | 26.675     | Bahia    | 2–4    | Icasa       | Pituaçu        | 28 de setembro | 25ª    |

- i. ^ Considera-se apenas o público pagante

## Premiação
| Campeonato Brasileiro de 2010 - Série B     |
| Paraná                                      |
| ------------------------------------------- |
| Coritiba Foot Ball Club Campeão (2º título) |